# Wild Rose (Wisconsin)
Wild Rose é uma vila localizada no estado norte-americano de Wisconsin, no Condado de Waushara.

## Demografia
Segundo o censo norte-americano de 2000, a sua população era de 765 habitantes.
Em 2006, foi estimada uma população de 737, um decréscimo de 28 (-3.7%).

## Geografia
De acordo com o United States Census Bureau tem uma área de
3,5 km², dos quais 3,4 km² cobertos por terra e 0,1 km² cobertos por água.

## Localidades na vizinhança
O diagrama seguinte representa as localidades num raio de 20 km ao redor de Wild Rose.